# 季寤
季寤（？—？），中國春秋時期魯國季桓子季孫斯的弟弟。 
季寤、公鉏極、公山不狃在季氏不得志，叔孫輒不被叔孫州仇寵信，叔仲志在魯國不得志，這五人依靠陽虎。陽虎想除掉三桓，以季寤取代季氏，以叔孫輒取代叔孫氏，自己取代孟氏。前502年十月初三，計劃在蒲圃設享禮時殺死季桓子季孫斯。陽虎驅車在前，林楚為季孫斯駕車，陽越走在最後。將到蒲圃，季孫斯策反了林楚。林楚射殺了陽越。陽虎劫持魯定公和叔孫武叔以攻打孟氏。公斂處父擊敗陽虎。季寤在季氏的祖廟里向祖宗一一斟酒祭告然後逃走。陽虎進入讙地、陽關而叛變。